# Clifford Warren Ashley
Pour les articles homonymes, voir Ashley.
Clifford Warren Ashley (18 décembre 1881, New Bedford, Massachusetts – 18 septembre 1947, Westport Point, Massachusetts) est un artiste américain, peintre, illustrateur, auteur mais aussi navigateur, expert en nœuds et en matelotage.

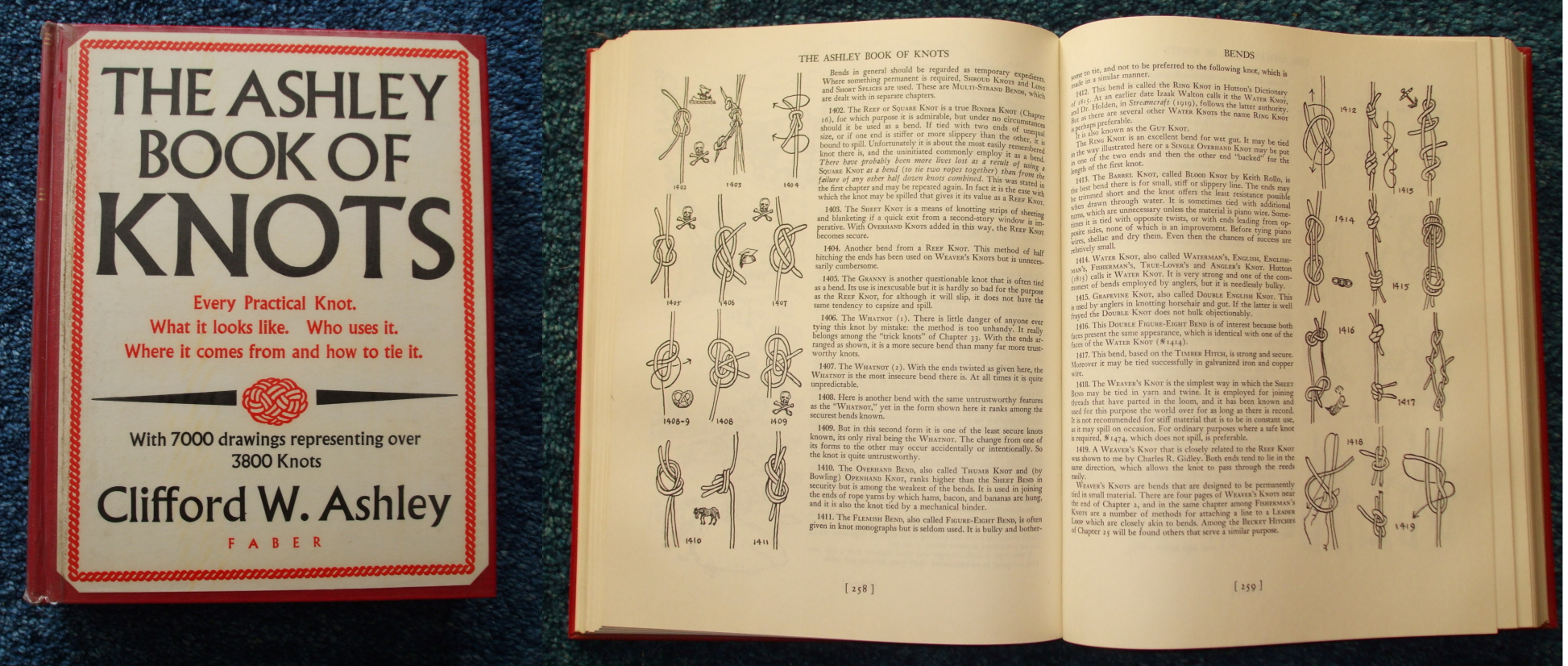
The Ashley Book of Knots dans sa version originale.

## Biographie
Bercé dans son enfance par l'ambiance de la plus grande ville baleinière du XIXe siècle, Clifford Warren Ashley embarque sur un baleinier, le Bark Sunbeam et écrit ainsi plusieurs ouvrages sur la chasse à la baleine, notamment en 1926, The Yankee Whaler.
Il est membre de la communauté artistique, la Brandywine School (en).

## Publications
À la manière de Henry North Grant Bushby qui entre 1902 et 1926 écrivit et illustra plus de 1 900 pages (8 volumes) d'un ouvrage, manuscrit resté inédit, Notes on Knots (Notes sur les nœuds) ; Clifford Warren Ashley s'attela pendant près de onze années à écrire The Ashley Book of Knots, une encyclopédie publiée en 1944, référençant près de 3 800 nœuds de toutes origines. Traduit par Karin Huet, il est édité en France en 1979 sous le titre Le Grand Livre des nœuds aux éditions Voiles/Gallimard.
Ce livre appelé aussi ABOK est considéré comme la bible sur le sujet, dans le monde du matelotage.

## Illustrations
Spécialiste de la chasse à la baleine, ses illustrations, dessins, peintures, photos, sont publiées dans de nombreux ouvrages.
Près de 7 000 de ses dessins illustrent son livre The Ashley Book of Knots.

## Matelotage
Clifford W. Ashley crée plusieurs nœuds dont le nœud d'arrêt de Ashley.
En 2019, l'International Guild of Knot Tyers a créé à la date du 18 décembre, jour de sa naissance et en sa mémoire, « La Journée mondiale du Nouage ». Les noueurs du monde entier sont invités a présenter sur les réseaux sociaux un nouage ou une réalisation a base de nœuds via un hashtag, « #worldknottyingday ».